# Gà nướng lò đất Tandoori
Gà nướng lò đất Tandoori hay còn được gọi là gà nướng sữa chua, là một món ăn có nguồn gốc tại tiểu lục địa Ấn Độ và hiện đã phổ biến rộng rãi ở Nam Á, Malaysia, Singapore, Indonesia, Trung Đông và thế giới phương Tây. Tên gọi món ăn bắt nguồn từ một loại lò nướng đất sét hình trụ, tandoor, món ăn được chuẩn bị theo truyền thống. Thịt gà được tẩm ướp với sữa chua, ớt bột và nhiều loại gia vị như chanh, tỏi, gừng, rau mùi, tiêu, đinh hương, sau đó đem nướng trong lò đất truyền thống đến khi có màu vàng và mùi thơm. Đây là món ăn truyền thống Ấn Độ phổ biến trên toàn thế giới, xuất hiện trong ẩm thực gia đình, nhà hàng và cả thực đơn quốc yến.

## Quá trình chế biến
Hỗn hợp ướp gà gồm thành phần chính là sữa chua và hỗn hợp gia vị tandoori masala. Ớt sừng, ớt bột đỏ hay ớt bột Kashmiri được dùng để tạo màu đỏ rực. Một lượng bột nghệ cao tạo ra màu cam. Trong các công thức nhẹ hơn, cả hai loại màu thực phẩm đỏ và vàng đôi khi được dùng để đạt màu sắc tươi sáng, dùng loại bột nghệ gồm cả màu nhẹ lẫn màu sáng, như bột paprika, một loại bột ớt ngọt màu đỏ.
Lột da gà, cắt đôi từng miếng và khứa thịt thành những vết sâu. Lau khô thịt. Rắc lên nước chanh, ít muối trong 30 phút cho thịt gà ngấm. Trộn hết hỗn hợp gia vị còn lại với nhau, tẩm ướp hỗn hợp vào thịt gà. Theo truyền thống gà được nướng ở nhiệt độ cao trong một chiếc lò tandoor (lò đất sét truyền thống Ấn Độ), nhưng cũng có thể chuẩn bị trên một vỉ nướng thịt truyền thống. Gà ướp ghim vào thanh xiên và nướng trong lò đất sét nung nóng, gọi là tandoor. Thịt được nung nóng bằng than hoặc gỗ, thêm vào hương vị khói.
Lấy ra khỏi lò đất, để trong 5 phút. Phết dầu lên thịt, tiếp tục nướng thêm từ 3 đến 5 phút nữa cho đến khi vàng đều. Dùng chung với hỗn hợp gia vị chát của Ấn trộn với nước chanh.

## Lịch sử
Gà nướng tandoori là một món ăn có nguồn gốc từ vùng Punjab trước khi Ấn Độ và Pakistan độc lập. Mặc dù việc dùng lò đất tandoor nướng thịt gà trở lại thời điểm sớm nhất vào thời kỳ Mughal, nhưng món ăn được cho là do Kundan Lal Gujral, ông chủ nhà hàng Moti Mahal tại Peshawar phát minh. Gujral chuyển đến Delhi, Ấn Độ sau khi Ấn Độ và Pakistan độc lập; chia cắt tỉnh Punjab.
Tại Ấn Độ, gà nướng tandoori được chế biến theo truyền thống gắn liền với vùng Punjab và trở nên phổ biến chủ đạo sau khi phân vùng năm 1947 khi người dân khu vực tây Punjab tái định cư ở nhiều nơi như Delhi. Ở nông thôn Punjab, món ăn phổ biến nướng trong lò đất công cộng. Vài ngôi làng vẫn nướng gà bằng lò đất công cộng, đó là cảnh tượng phổ biến trước năm 1947.

## Ẩm thực
Gà nướng Tandoori là món gà nền cốt trong các món cà ri Ấn Độ và Trung Đông.
Thay vì chủ yếu được ăn như món khai vị, đôi khi món gà này cũng được ăn như một bữa ăn chính truyền thống với bánh mỳ naan (một món bánh mì cắt lát Ấn Độ) và được dùng trong rất nhiều món cà ri sệt kem như gà bơ. Gần đây, biến thể bản địa hóa của gà nướng tandoori được chế biến từ rooyi posto ở Bengal đã xuất hiện trong các quán ăn địa phương, đặc biệt giữa khu vực Kolaghat và Kolkata. Gà nướng tandoori được nhà hàng Moti Mahal Delux tại Delhi phổ biến rộng rãi sau khi Ấn Độ độc lập. Từ khi được phục vụ cho thủ tướng đầu tiên của Ấn Độ, Jawaharlal Nehru, gà nướng tandoori đã trở thành một món ăn tiêu chuẩn trên bàn tiệc chính thức, được đưa vào thực đơn quốc yến.
Sự nổi tiếng của gà nướng tandoori dẫn đến nhiều món gần giống, chẳng hạn như món gà tikka (thậm chí cả món ăn Ấn Độ phổ biến rộng rãi ở Anh là gà tikka masala), thường tìm được trên thực đơn trong các nhà hàng Ấn Độ toàn thế giới.

## Hình ảnh

Gà nướng lò đất Tandoori
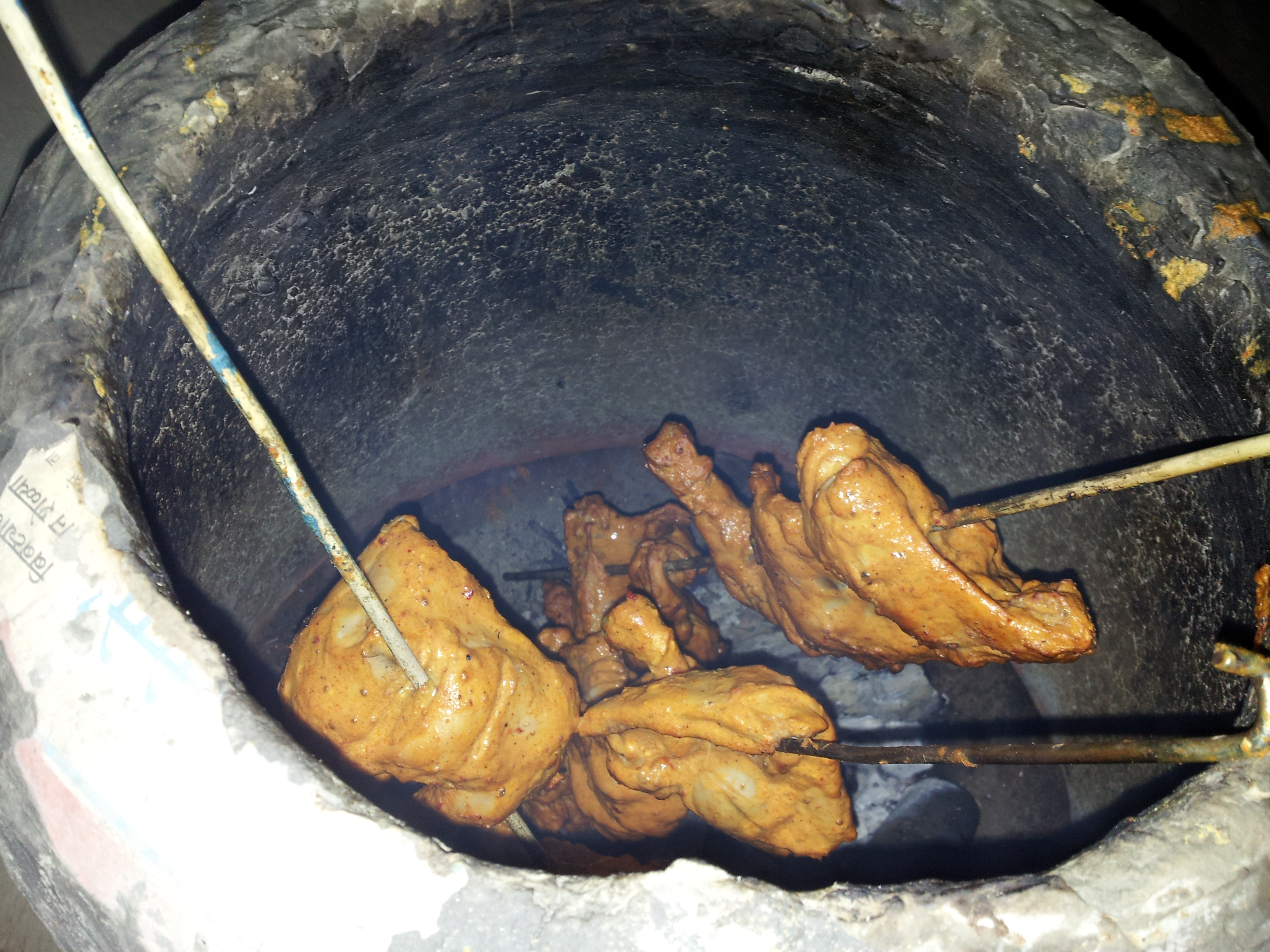
Gà tandoori nướng trong lò đất
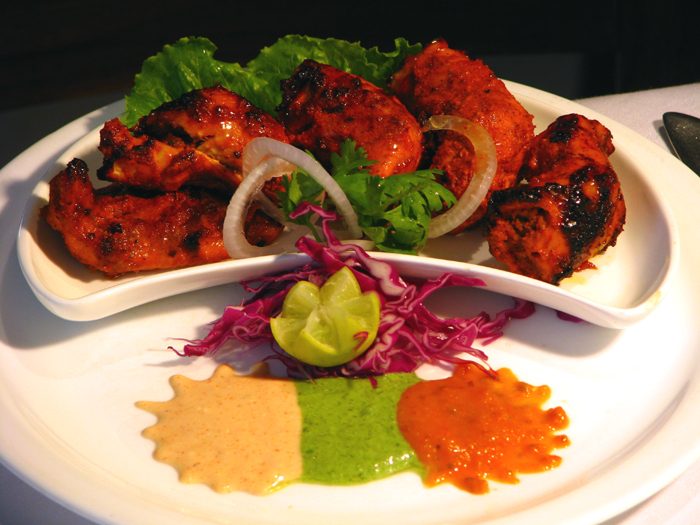
Gà nướng tandoori tại Mumbai
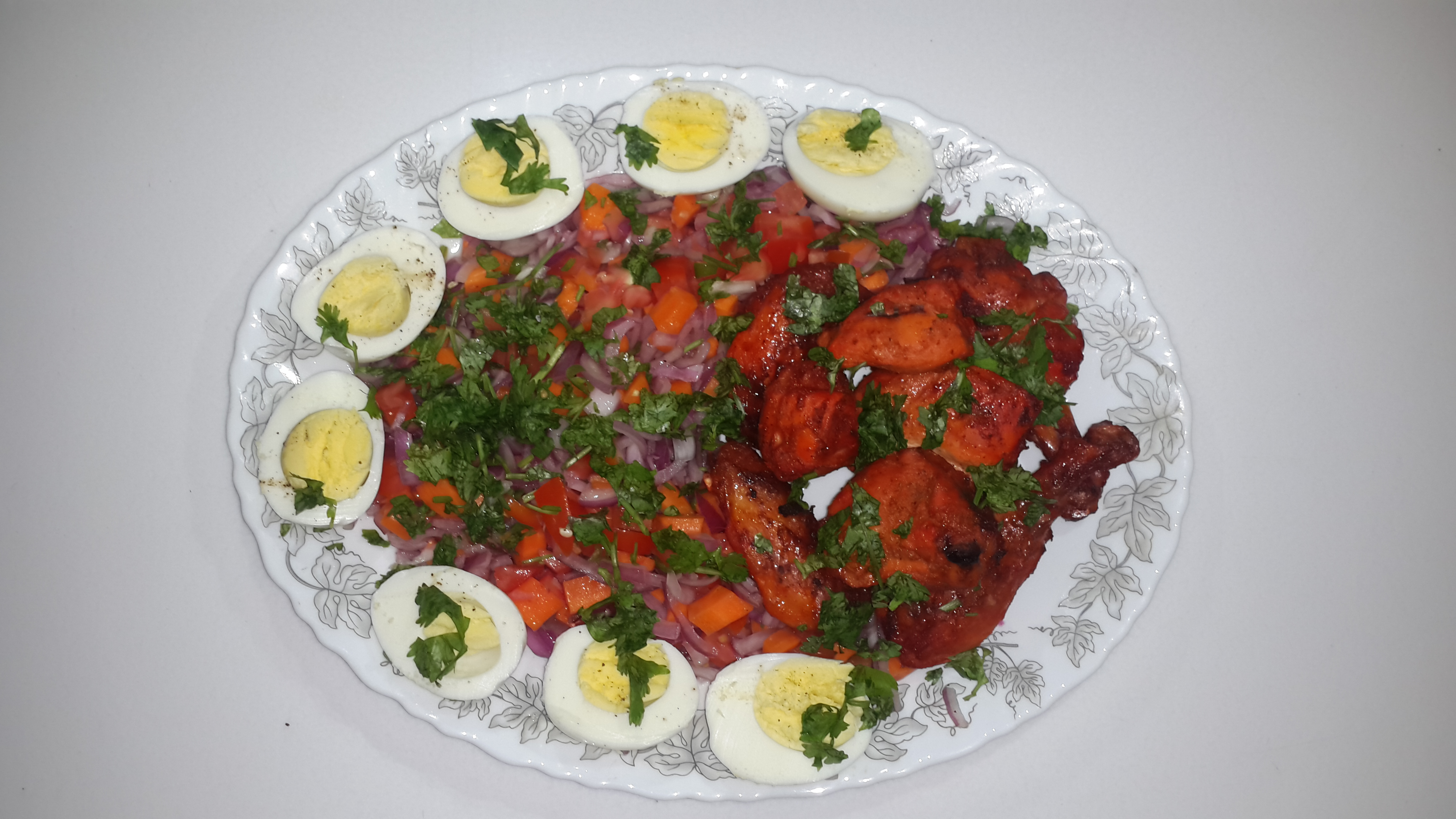
Đĩa gà nướng tandoori với xà lách tươi, trứng, hành tây, ớt, cà chua, cà rốt
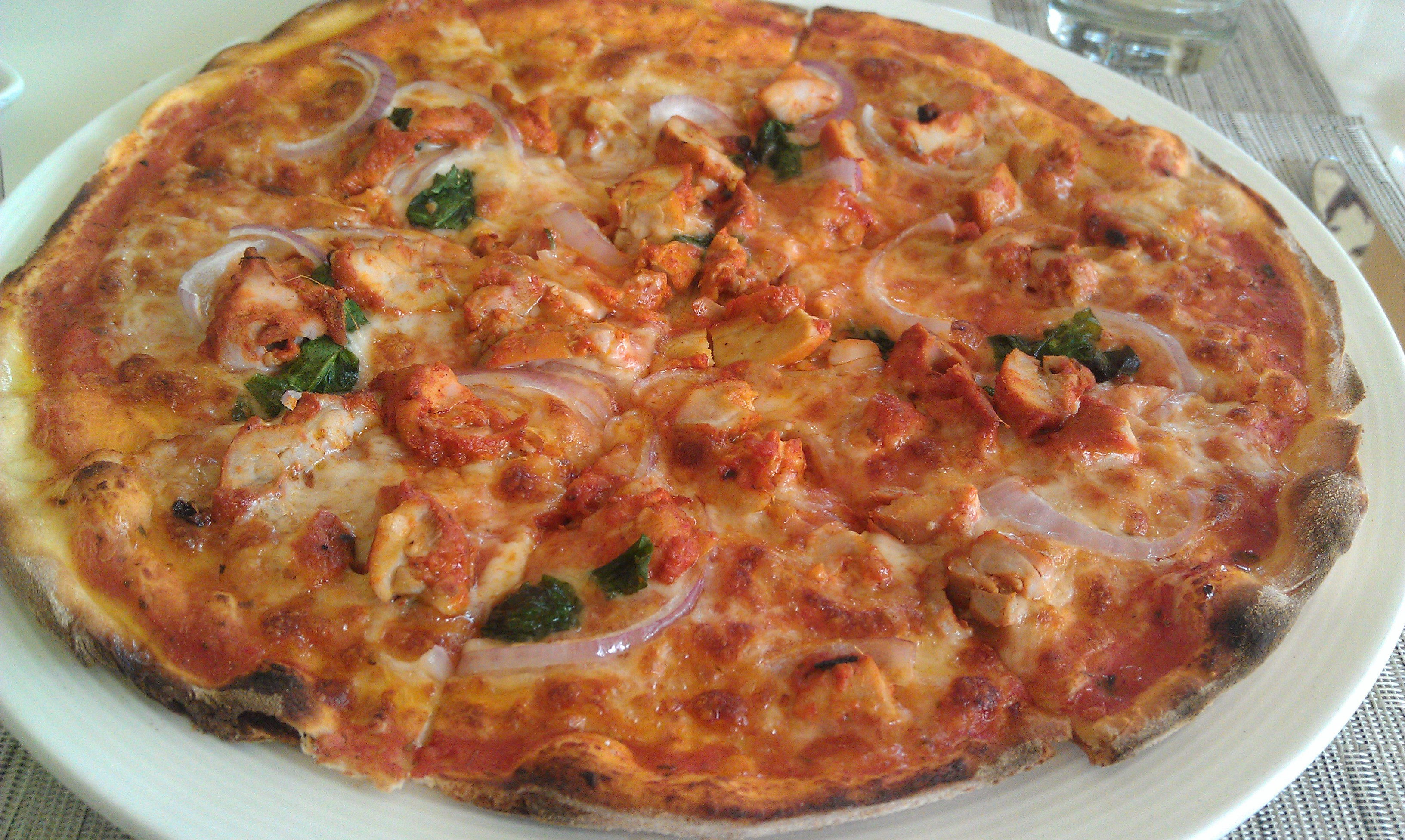
Một dạng biến thể pizza với gà nướng tandoori
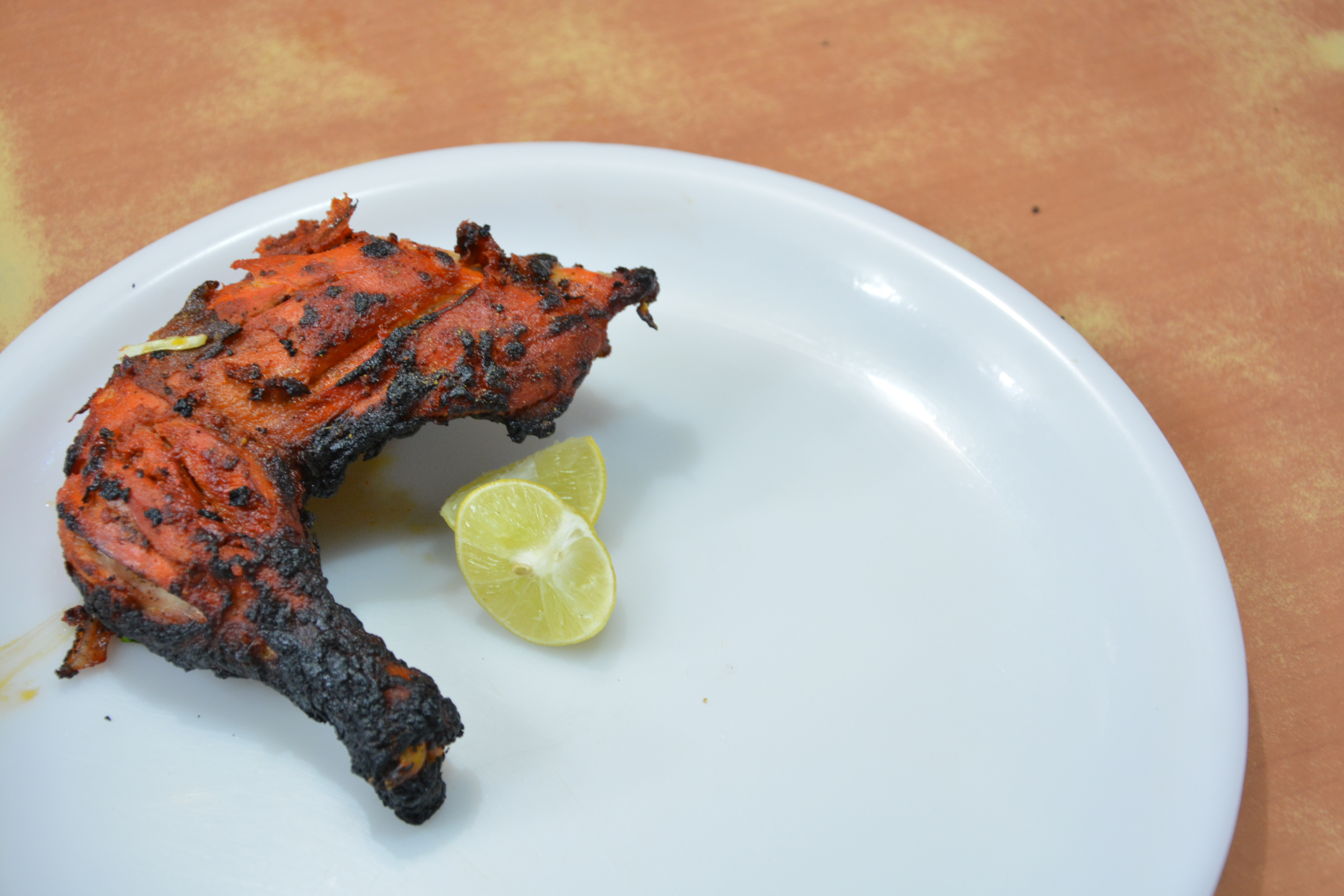
1 chiếc đùi gà Tandoori
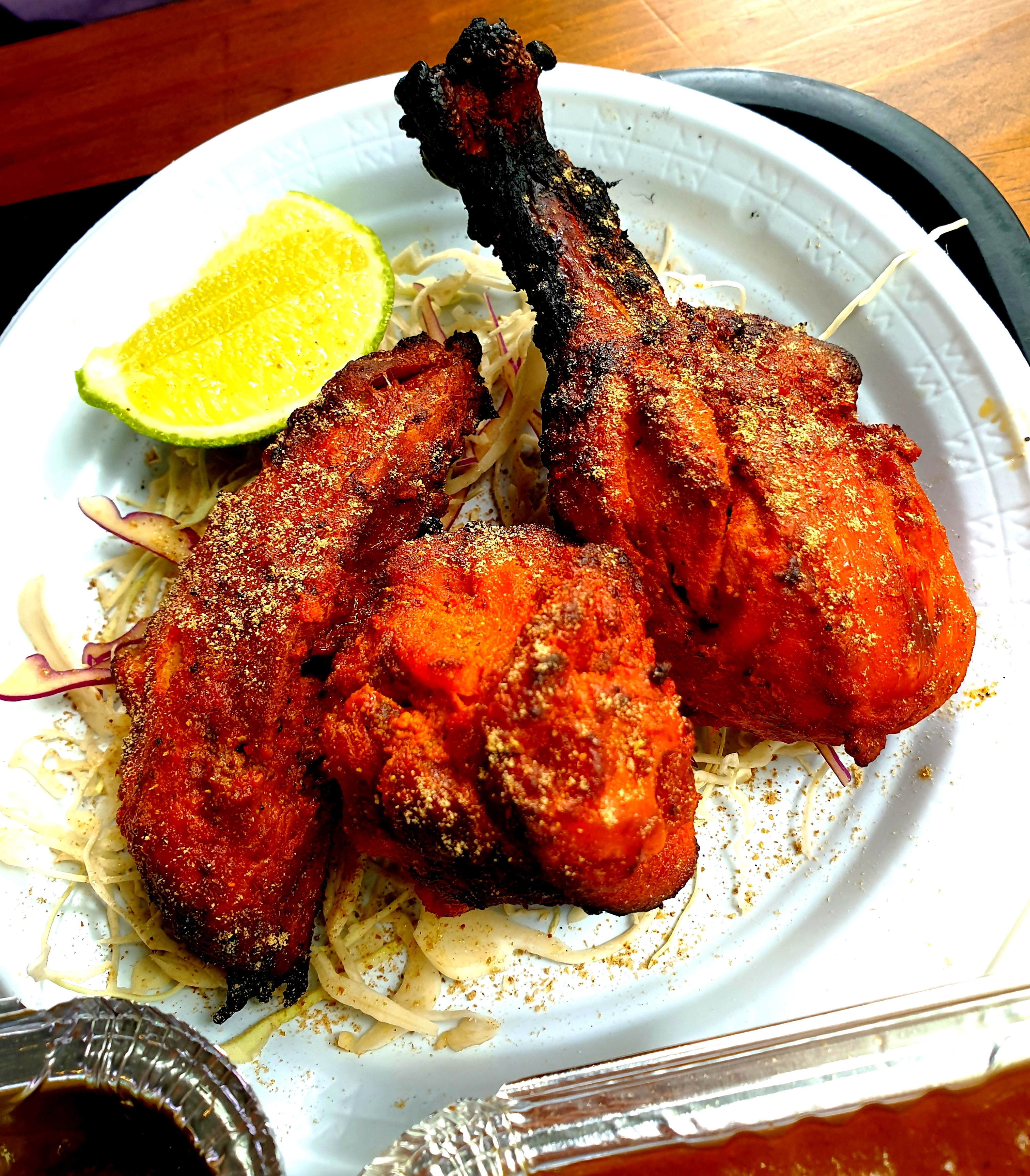
Món gà nướng lò đất tại Khu ẩm thực Bến Nghé trên đường Nam Kỳ Khởi Nghĩa ở Quận 1 của Thành phố Hồ Chí Minh
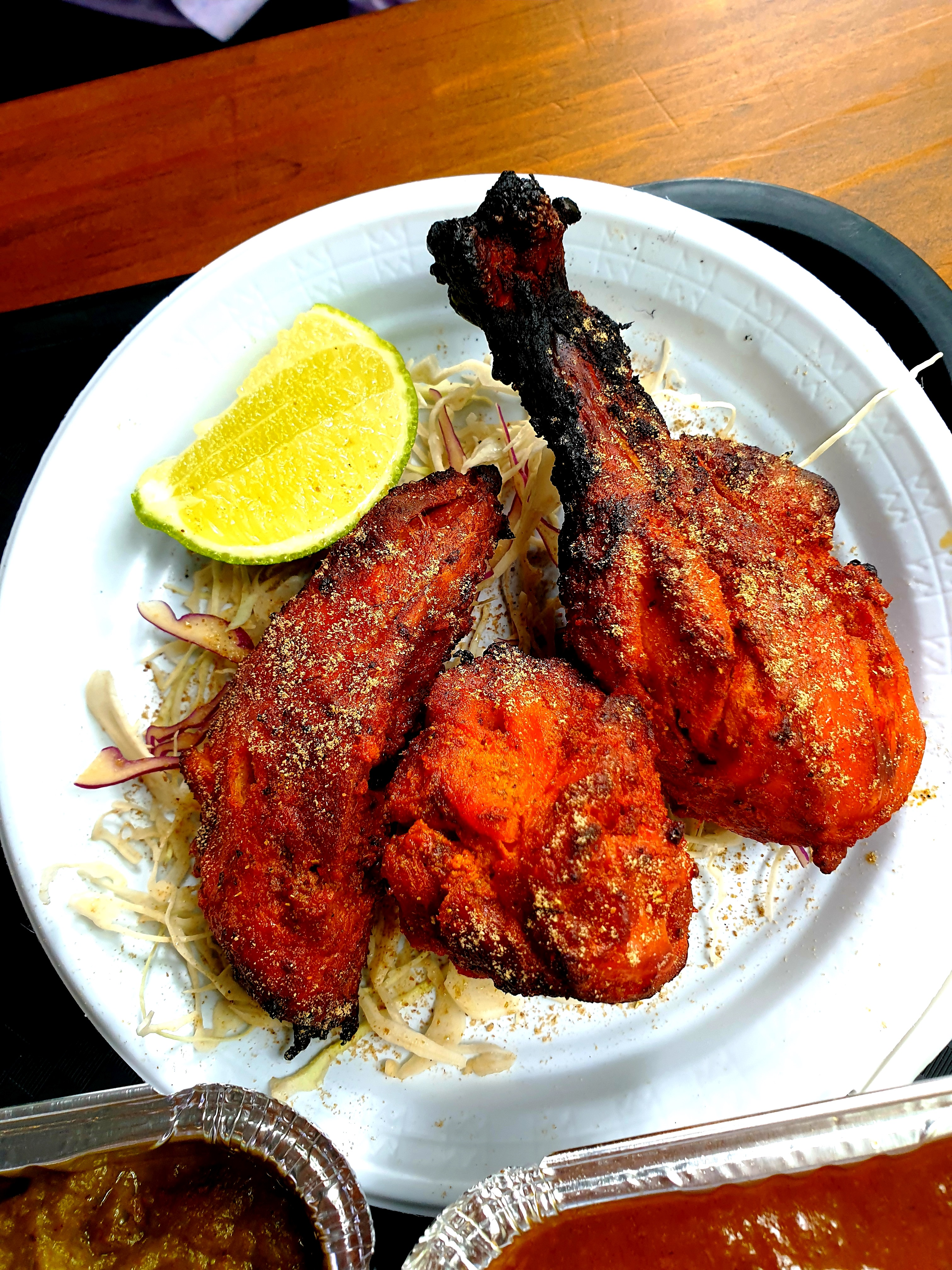
Món gà nướng lò đất tại Khu ẩm thực Bến Nghé trên đường Nam Kỳ Khởi Nghĩa ở Quận 1 của Thành phố Hồ Chí Minh